# Korál

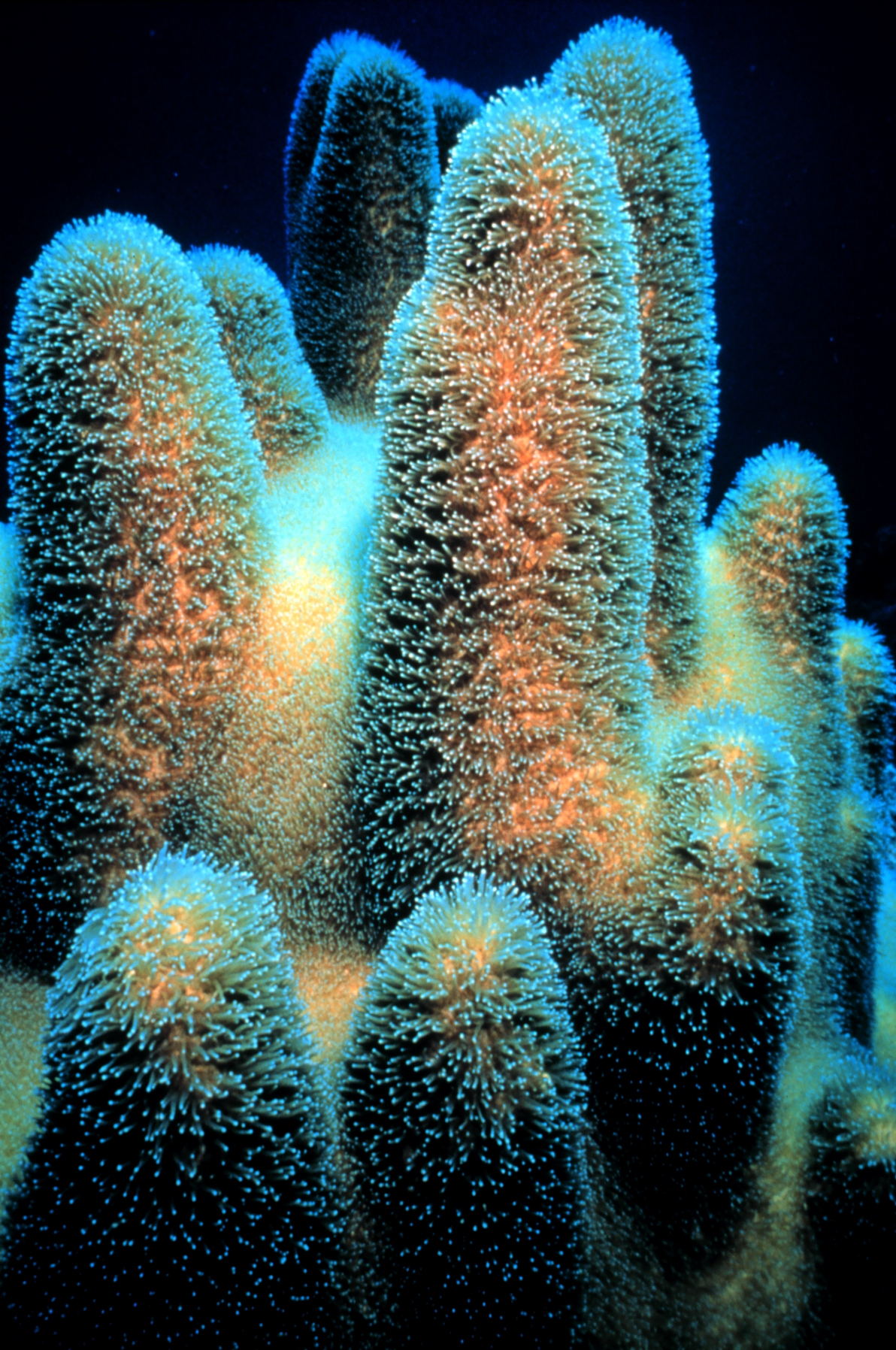
Korál Dendrogyra cylindricus, Atlantik

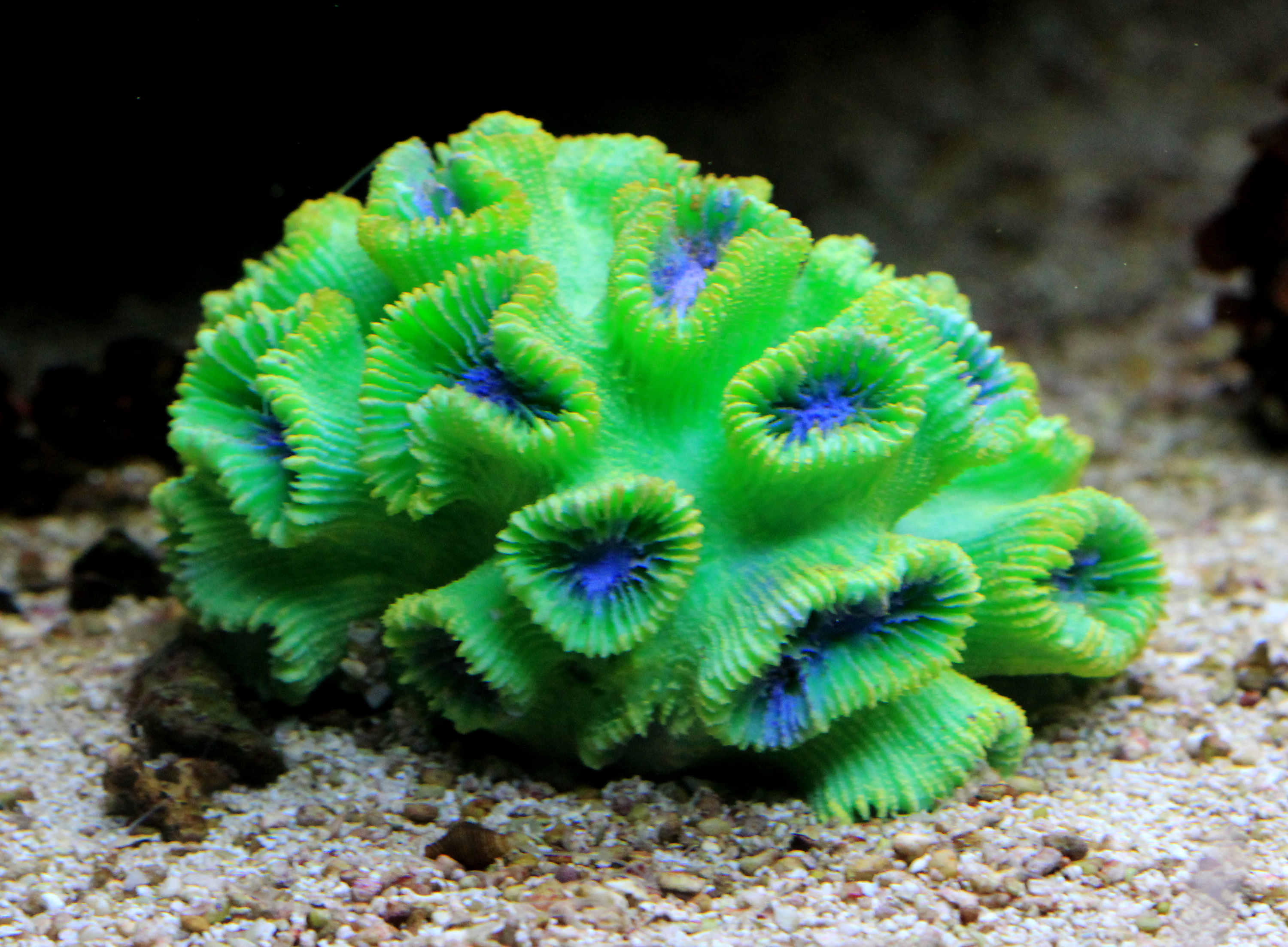
Korál Trachyphyllia, Praha, „Mořský svět“

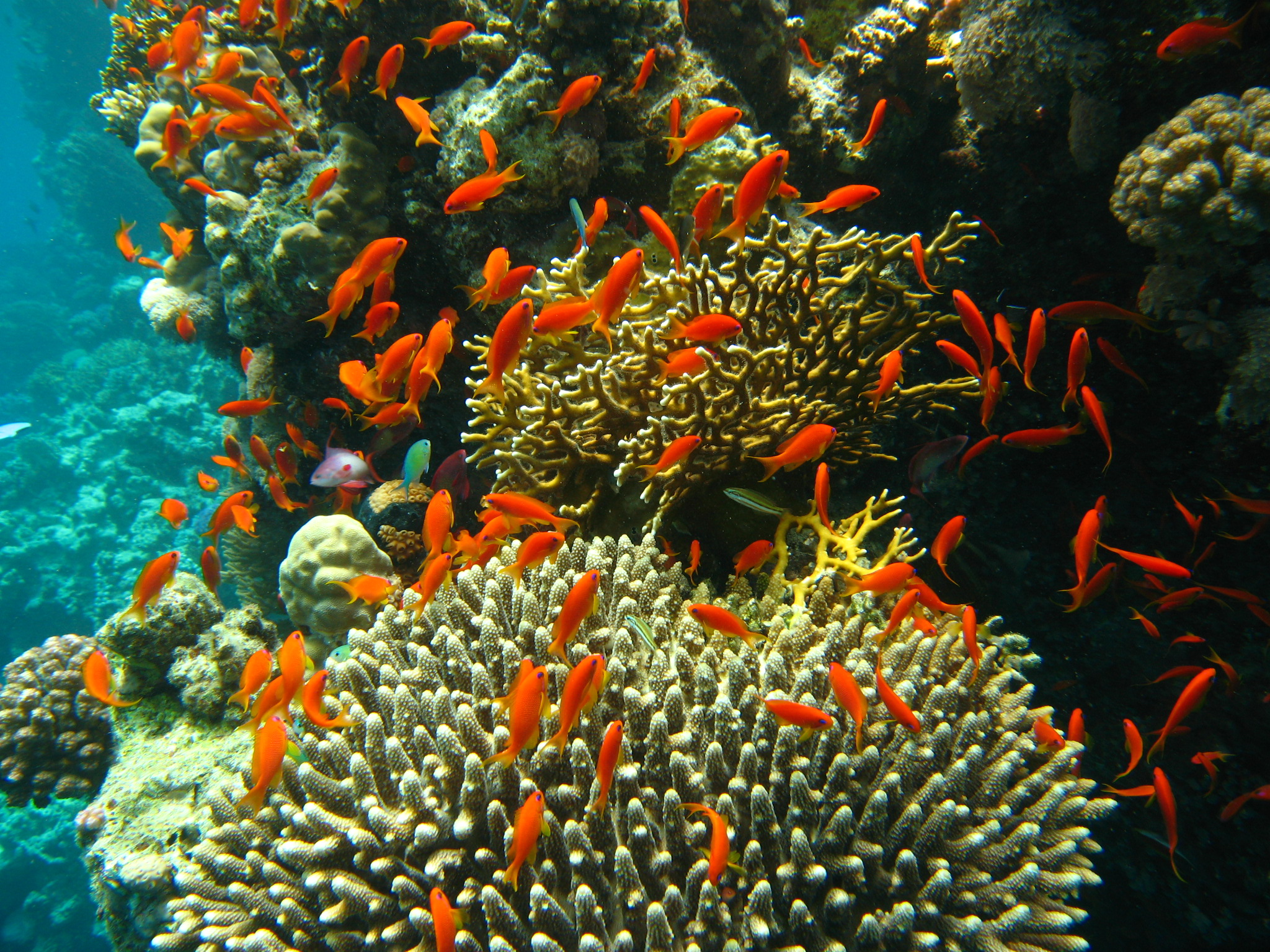
Koráli v Rudém moři

Korál je označení pro některé mořské žahavce ze třídy korálnatci (Anthozoa). Je pro ně typické potlačení metageneze, což znamená, že zůstávají ve stadiu polypa.
Všech asi 6000 druhů žije přisedle v mořích, obvykle v koloniích. Mezi korály patří původci korálových útesů v tropických mořích; k tvorbě vnějších schránek vylučují uhličitan vápenatý. Na budování korálových útesů se podílejí zejména šestičetní koráli ze skupiny Hexacoralia, kromě nich také dírkonošci, měkkýši, řasy (zejména vápencem inkrustované ruduchy). Pokud se v během milionů let schránky korálů vrstvily kolem sopečného kužele, mohl vzniknout atol. K obnovení korálů dochází relativně rychle i po jaderném výbuchu. V současnosti je podle odhadů asi 284 300 km² mořského dna pokryto korálovými útesy. Největší korál na světě je ve výborném zdravotním stavu.

## Anatomie
Jedna „větev“ korálu jsou miliony geneticky identických polypů.
Rozlišují se živočišní koráli (stromově se větvící), jakožto organismy skryté uvnitř korálové trubičky a např. pomocí vějířků filtrujících vodu na jedné straně, a rostlinné stromatolity, které nejsou nijak skryté, ale žijí na povrchu svých vlastních minerálních výměšků, tvořící tak naopak kulovité kolonie.

## Symbióza
I když se mohou koráli živit planktonem, většinu jejich potravy jim obstarávají symbiotické řasy, zooxantely. Proto koráli většinou rostou ve slunných mořích (do hloubky 60 m), aby řasám zajistili dostatek světla. Někdy je však možné najít zvláštní korály bez endosymbiontů i v hloubce 3000 m a dokonce i na arktických Aleutách. Korály s endosymbionty označujeme jako hermatypické, bez nich jako ahermatypické. Ahermatypičtí koráli se musí uživit samostatně, mohou ale pronikat do jiných míst než hermatipičtí.
Symbionty korálů jsou obrněnky, které mohou tvořit až tři čtvrtiny biomasy korálu. Od svého endosymbionta získávají koráli až 90 % organických látek, díky čemuž se mohou bohatá korálová společenstva tvořit i v živinami chudých tropických vodách. Neúmyslná eutrofizace z pevniny pak korali ničí. Úmyslné hnojení oceánů, což je forma geoinženýrství, je zatím zakázáno.
Vypuzení obrněnek korálem je příčinou jevu známého jako bělení korálů; projevuje se zbělením korálu. Někteří koráli jsou odolní. V odolnosti na zvyšování teploty se mohou koráli přizpůsobit trénováním. Korál bez endosymbiontů je výrazně oslaben, neroste a hrozí mu uhynutí, což by mohlo mít za následek destrukci celého útesu. Obrněnky jsou vypuzeny nejčastěji kvůli zvýšení teploty vody, znečištění nebo infekci patogenem. Pokud důvod(y) k vypuzení včas pominou, může korál přijmout obrněnky zpět a obnoví se. Se zvyšováním teplot moří se biodiverzita korálů nemění, ale mění se podíl zastoupení jednotlivých druhů.
Mikroby žijící s koráli mají také vliv na přizpůsobení se a odolnost korálů vůči vlnám tepla.

## Využití ve šperkařství

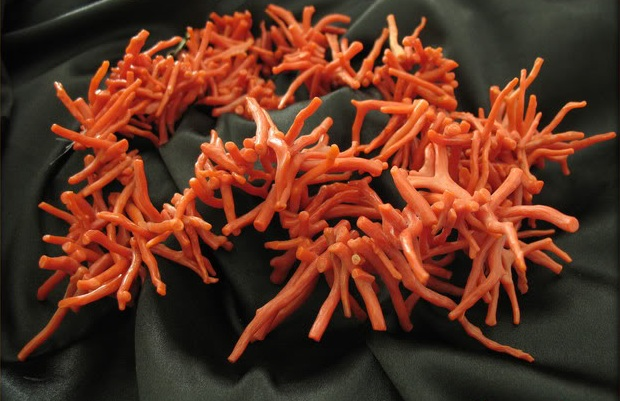
Šperkařský korál (Alžír)

Tvrdé vnější schránky některých druhů korálů jsou zbarveny různými odstíny typické červené barvy. Již od pravěku se využívaly jako oblíbený šperkařský materiál k výrobě náhrdelníků (z toho české výrazy korál, korálek, korále) nebo k výzdobě předmětů z jiných materiálů (především kovových) vykládáním.

## Využití v doplňcích stravy
Schránka korálů je z velké části tvořena organickými sloučeninami vápníku a dalšími stopovými minerály. Schránky odumřelých korálů se proto po rozemletí a čištění používají v doplňcích stravy ve formě prášku, prášku v kapslích nebo v tabletách.

## Znečištění
Koráli v sobě akumulují mikroplasty. Jsou citlivé na změnu teploty vody i její pH, což se vlivem klimatických změn může měnit. Důležitý je i dostatek světla, proto umírají v zakalené nebo živinami příliš přesycené vodě.